# Fossil (檔案系統)
Fossil，一種檔案系統，為貝爾實驗室九號計畫（Plan 9）的預設檔案系統。支援9P網路協定，就像Plan 9其他的檔案server一樣，它也以在使用者空間運行的守护进程（daemon）來實作。它最大的特色，在於 snapshot/archival 功能。它可以通過自動排程或是手動方式，來取得整個檔案系統的快照。只要硬碟空間允許，這些快照會被保留在硬碟分區中，如果硬碟空間滿了，舊的快照會被移除，以清出磁碟空間。Fossil跟Venti通常會一起安裝，Fossil的快照也可以保留在Venti中。

## 外部連結
- ,  (manual page),   [2014-07-01], （原始内容存档于2014-07-05）.
- ,  (manual page),   [2014-07-01], （原始内容存档于2014-07-08）.
- ,  (technical paper),   [2014-07-01], （原始内容存档于2014-07-08）